# Yesid Díaz
Yesid Alberto Díaz Montero (Arroyohondo, Colombia; 24 de julio de 1997) es un futbolista colombiano. Juega como centrocampista y su equipo actual es el Fortaleza CEIF de la Categoría Primera A de Colombia.

## Trayectoria
Llegó a Medellín en el año de 2013 para hacer parte del Club Estudiantes de Medellín, en donde estuvo hasta finales del 2018. En el Club Estudiantes se destacó en las diferentes categorías y campeonatos de la Liga Antioqueña de Fútbol, lo que lo llevó al radar de los clubes profesionales de Antioquia, fichando finalmente por el Independiente Medellín.

### Características de juego
Se desempeña como un volante mixto con llegada constante al área, aunque también puede jugar en la primera línea de volantes como recuperador. Además, posee buen juego aéreo y ejecución de tiros libres.

## Independiente Medellín
Llegó al rojo paisa para el primer semestre de 2019. Tuvo su primera convocatoria con el primer equipo del Independiente Medellín el 20 de abril de 2019 para enfrentar la fecha 17 del Campeonato de Primera División ante Jaguares Fútbol Club. En dicho partido, debutó como profesional ingresando al minuto 78, el encuentro finalizó con victoria para su equipo por 3-0. Marcó su primer gol como profesional con el equipo rojo el 28 de agosto de 2019 en la victoria 2-3 ante Once Caldas en el partido válido por la ida de los cuartos de final de la Copa Colombia.

## Clubes
| Club                   | País     | Año               | Partidos | Goles |
| ---------------------- | -------- | ----------------- | -------- | ----- |
| Independiente Medellín | Colombia | 2019-2023         | 21       | 2     |
| La Equidad (Cedido)    | Colombia | 2023              |          |       |
| Fortaleza CEIF         | Colombia | 2024 - Actualidad |          |       |

## Palmarés

### Campeonatos nacionales
| Título        | Club                   | País     | Año  |
| ------------- | ---------------------- | -------- | ---- |
| Copa Colombia | Independiente Medellín | Colombia | 2019 |
| Copa Colombia | Independiente Medellín | Colombia | 2020 |